# 2009 DL143
2009 DL143, também escrito como 2009 DL143, é um objeto transnetuniano que está localizado no Cinturão de Kuiper, uma região do Sistema Solar. Este corpo celeste é classificado como um cubewano. Ele possui uma magnitude absoluta de 7,6 e tem um diâmetro estimado com 133 km.

## Descoberta
2009 DL143 foi descoberto no dia 18 de fevereiro de 2009.

## Órbita
A órbita de 2009 DL143 tem uma excentricidade de 0,045 e possui um semieixo maior de 43,832 UA. O seu periélio leva o mesmo a uma distância de 41,838 UA em relação ao Sol e seu afélio a 45,826 UA.